# Michałów (Piotrków)
Pour les articles homonymes, voir Michałów.
Michałów (prononciation [miˈxawuf]) est un village de la gmina de Moszczenica, du powiat de Piotrków, dans la voïvodie de Łódź, situé dans le centre de la Pologne.
Il se situe à environ 4 kilomètres au sud de Moszczenica (siège de la gmina), 8 kilomètres au nord de Piotrków Trybunalski (siège du powiat) et 39 kilomètres au sud-est de Łódź (capitale de la voïvodie).
Le village compte approximativement une population de 240 habitants.

## Administration
De 1975 à 1998, le village était attaché administrativement à l'ancienne voïvodie de Piotrków.

Depuis 1999, il fait partie de la nouvelle voïvodie de Łódź.